# Rajd Rzeszowski 2010
19. Rajd Rzeszowski – 19. edycja Rajdu Rzeszowskiego. Był to rajd samochodowy rozgrywany od 5 do 7 sierpnia 2010 roku. Bazą rajdu było miasto Rzeszów. Była to piąta runda Rajdowych Samochodowych Mistrzostw Polski w roku 2010. Rajd składał się z dwunastu odcinków specjalnych.

## Wyniki końcowe rajdu[1]
| Miejsce | Kierowca             | Pilot            | Samochód                 | Czas      | Strata  | Grupa Klasa | Punkty |
| ------- | -------------------- | ---------------- | ------------------------ | --------- | ------- | ----------- | ------ |
| 1       | Bryan Bouffier       | Xavier Panseri   | Peugeot 207 S2000        | 1:25:51.8 | –       | S2000       | 45     |
| 2       | Kajetan Kajetanowicz | Jarosław Baran   | Subaru Impreza TMR 10    | 1:26:07.5 | +15.7   | N4          | 36     |
| 3       | Michał Sołowow       | Maciej Baran     | Ford Fiesta S2000        | 1:27:02.1 | +1:10.3 | S2000       | 30     |
| 4       | Tomasz Kuchar        | Daniel Dymurski  | Peugeot 207 S2000        | 1:28:17.0 | +2:25.2 | S2000       | 24     |
| 5       | Jaroslav Melichárek  | Richard Lasevič  | Mitsubishi Lancer WRC 05 | 1:29:03.3 | +3:11.5 | A8          | *      |
| 6       | Łukasz Habaj         | Jacek Spentany   | Mitsubishi Lancer Evo IX | 1:29:53.9 | +4:02.1 | N4          | 18     |
| 7       | Jurij Protasow       | Adrian Aftanaziv | Mitsubishi Lancer Evo IX | 1:30:55.7 | +5:03.9 | N4          | 14     |
| 8       | Zsolt Kakuszi        | Csaba Kakuszi    | Ford Fiesta S2000        | 1:31:22.2 | +5:30.4 | S2000       | *      |
| 9       | Igor Drotár          | Vladimír Bánoci  | Škoda Fabia WRC          | 1:32:43.9 | +6:52.1 | A8          | *      |
| 10      | Michał Bębenek       | Grzegorz Bębenek | Citroën C2 R2 Max        | 1:33:58.3 | +8:06.5 | R           | 11     |
| 11      | Robert Kujawski      | Rafał Rzemień    | Renault Clio R3          | 1:35:10.5 | +9:18.7 | R           | 7      |
| ...     | ...                  | ...              | ...                      | ...       | ...     | ...         | ...    |
| 13      | Jan Chmielewski      | Robert Hundla    | Citroën C2 R2 Max        | 1:35:33.7 | +9:41.9 | R           | 4      |
| 14      | Tomasz Porębski      | Tomasz Spurek    | Citroën C2 R2 Max        | 1:35:50.5 | +9:58.7 | R           | 1      |

1. 1 2 3  Nieliczony w klasyfikacji RSMP